# .500 S&W Special
.500 S&W Special — револьверный патрон .50-го калибра, разработанный фирмой Cor-Bon/Glaser по заказу Smith & Wesson в 2004 году. В отличие от своего старшего брата .500 S&W Magnum патрон .500 S&W Special имеет резко уменьшенную нагрузку пороха, наподобие .38 Special к .357 Magnum. Однако, в отличие от .38 Special и .357 Magnum, .500 Special появился позже .500 Magnum.

## Описание
Патрон .500 Special был создан с целью иметь возможность стрелять той же пулей .500 S&W, но с куда меньшим зарядом пороха и с куда меньшей дульной энергией. Так энергия .500 S&W Magnum может достигать 3500-4000 джоулей, в то время как у .500 Special она составляет только 1250—1300 джоулей. Значительное уменьшение навески пороха благоприятно сказалась на значительном уменьшении отдачи и дульной вспышке.